# Comuna Slout, Hluhiv
Slout (în ucraineană Слоут) este o comună în raionul Hluhiv, regiunea Sumî, Ucraina, formată din satele Dolîna și Slout (reședința).

## Demografie
Componența lingvistică a comunei Slout
     Ucraineană (97,33%)
     Rusă (2,44%)
     Alte limbi (0,23%)
Conform recensământului din 2001, majoritatea populației comunei Slout era vorbitoare de ucraineană (97,33%), existând în minoritate și vorbitori de rusă (2,44%).